# EP300
A hiszton-acetiltranszferáz p300, más néven p300 HAT vagy E1A-asszociált protein p300 (E1A = adenovírus 1A korai régió), röviden EP300 vagy p300 az EP300 gén által kódolt enzim. Hiszton-acetiltranszferázként működik, mely a géntranszkripciót kromatin-újramodellezéssel szabályozza a hisztonok kevésbé erős DNS-csavarása révén. Fontos a sejtnövekedés és -osztódás szabályzásában, elősegíti a sejtek érését és differenciációját, és megakadályozza a ráktumorok növekedését. Fontos a születés előtti és utáni normál fejlődésben is.
Az EP300 gén a humán 22-es kromoszóma q karjának 13.2-es sávjában van. E gén kódolja az adenovírus E1A-asszociált sejtbeli p300-transzkripciós koaktivátor fehérjét.
Az EP300 egy másik gén, a CREB-kötő protein közeli rokona, mely a humán 16-os kromoszómán található.

## Funkció
A p300 HAT hiszton-acetiltranszferázként működik, mely kromatin-újramodellezéssel szabályozza a géntranszkripciót, és fontos a sejtproliferáció és -differenciáció folyamataiban. cAMP-alapú génszabályzással működik specifikusan foszforilált CREB-hez való kötődés révén.
A p300 HAT az IL6-jelzésben fontos bromodomént tartalmaz.:3.1
E gén továbbá a HIF1A (hipoxiaindukálható faktor 1α) koaktivátora is, így hipoxiaindukált gének, például a VEGF stimulációjában fontos.

## Mechanizmus
A p300 a transzkripciót transzkripciós faktorokhoz és a transzkripciós szerkezethez kötve aktiválja. Ezért a p300-at nevezik transzkripciós koaktivátornak is. A p300 interakcióját transzkripciós faktorokkal egy vagy több p300-domén biztosítja: a magi receptor-interakciós domén (RID), a KIX domén (CREB és MYB-interakciós domén), a cisztein/hisztidin régiók (TAZ1/CH1 és TAZ2/CH3), valamint az interferonválasz-kötő domén (IBiD). Az utolsó 4 domén, a KIX, a TAZ1, a TAZ2 és az IBiD erősen kapcsolódnak egy szekvenciához, mely a p53 transzkripciós faktor mindkét 9aaTAD transzaktivációs doménjét lefedi.

## Klinikai jelentősége
Az EP300 gén mutációi a Rubinstein–Taybi-kór egyik oka. Ezek legalább egy génmásolat elvesztését okozzák, felére csökkentve a p300 fehérje mennyiségét. Egyes mutációk nagyon kis, nem működő p300-at adnak, mások megakadályozzák a gén egy másolatát a fehérje létrehozásában. Bár nem ismert, hogyan okoz a p300-mennyiség csökkenése a Rubinstein–Taybi-kórra jellemző tüneteket, az EP300 gén egy másolatának elvesztése megzavarja a normál fejlődést.
A 22. kromoszóma transzlokációit ritkán hozták összefüggésbe rákkal. Ezek megzavarják a 22. kromoszóma EP300 gént tartalmazó részét. Például ismert a 8. és a 22. kromoszóma közti transzlokáció az akut mieloid leukémia néhány esetében. Egy másik transzlokációt a 11. és a 22. kromoszóma között rákkal kezelt emberekben észleltek. E kromoszómaváltozás összefügghet az AML kialakulásával más rák elleni kezelés után.
Az EP300 gén mutációit több más ráktípusban is kimutatták. Ezek szomatikusak, vagyis az élet során alakulnak ki, és csak bizonyos sejtekben vannak jelen. Az EP300 gén szomatikus mutációit kimutatták többek közt colorectalis, gyomor-, mell- és hasnyálmirigyrákban. Szerepet játszhat bizonyos prosztatarákok kialakulásában, és segíthet előrejelezni, hogy nőni fog-e, illetve képezni fog-e áttétet. p300 nélkül a sejtek nem tudják hatékonyan korlátozni a növekedést és osztódást, lehetővé téve rákos tumorok keletkezését.

## Interakciók
Az EP300 az alábbi fehérjékkel képes interakcióba lépni:
- BCL3,[16]
- BRCA1,[17][18]
- CDX2,[19]
- CEBPB,[20]
- CITED1,[21]
- CITED2,[22][23][24][25]
- DDX5,[26]
- DTX1,[27]
- EID1,[28][29]
- ELK1,[30]
- ESR1,[17][31][32]
- FEN1,[33]
- GPS2,[34]
- HIF1A,[35][36]
- HNF1A,[37]
- HNRPU,[38]
- ING4,[39]
- ING5,[39]
- IRF2,[40]
- LEF1,[41]
- MAF,[42]
- MAML1,[43][44]
- MEF2C,[45]
- MEF2D,[46][47]
- MYBL2,[48]
- Mdm2,[49]
- MyoD,[45][50]
- MEF2A,[51]
- NCOA6,[52]
- NFATC2,[53]
- NPAS2,[54]
- P53,[49][55][56][57][58]
- PAX6,[19]
- PCNA,[59]
- PROX1,[42]
- PTMA,[60]
- PPARA,[61][62]
- PPARG,[31][63]
- RORA,[50]
- RELA,[64][65]
- SMAD1,[66][67]
- SMAD2,[68][69]
- SMAD7,[70]
- SNIP1,[71]
- SS18,[72]
- STAT3,[67]
- STAT6,[73]
- TAL1,[74]
- TCF3,[75]
- TFAP2A,[23]
- TGS1,[76]
- TRERF1,[77]
- TSG101,[78]
- THRA,[51]
- TWIST1,[79]
- YY1,[80][81]  and
- Zif268.[82]

## Fordítás
Ez a szócikk részben vagy egészben  az   EP300 című angol Wikipédia-szócikk ezen változatának fordításán alapul.  Az eredeti cikk szerkesztőit annak laptörténete sorolja fel. Ez a jelzés csupán a megfogalmazás eredetét és a szerzői jogokat jelzi, nem szolgál a cikkben szereplő információk forrásmegjelöléseként.

## További információ
- GeneReviews/NCBI/NIH/UW entry on Rubinstein-Taybi Syndrome
- GeneCard
- EP300+protein,+human a U.S. National Library of Medicine Medical Subject Headings (MeSH) honlapján